# Sabnie
Sabnie is een dorp in het Poolse woiwodschap Mazovië, in het district Sokołowski. De plaats maakt deel uit van de gemeente Sabnie.